# Shizuka Kudo 20th Anniversary the Best
『Shizuka Kudo 20th Anniversary the Best』（シズカ・クドウ・トウェンティース・アニヴァーサリー・ザ・ベスト）は、工藤静香10枚目のベスト・アルバム。2007年8月29日発売。発売元はポニーキャニオン。

## 解説
1987年8月31日以来ソロデビュー20周年を迎えた工藤静香のオールタイム・ベスト・アルバム。
ソロ・デビュー曲「禁断のテレパシー」から、2007年8月時点の最新シングル「雨夜の月に」まで、全A面曲（40タイトル）中29曲を収録。「Lotus ～生まれし花」（シングル・ヴァージョン）、「Clāvis -鍵-」、「雨夜の月に」はアルバム初収録のA面曲。
初回盤はDVD付で「Lotus〜生まれし花〜」「心のチカラ」「Clāvis -鍵-」「雨夜の月に」4曲のミュージック・ビデオ、過去ライブ映像のダイジェストを収録。
松井五郎作詞・後藤次利作曲によるバラード「恋一夜」「めちゃくちゃに泣いてしまいたい」は、オリジナル・ヴァージョンのほかボーカル再録による別アレンジ・ヴァージョンもそれぞれ収録されている。
2005年5月25日発売の山口百恵トリビュート・アルバム『山口百恵トリビュート Thank You For…part2』から「曼珠沙華」を収録。
工藤公認のオールタイム・ベストアルバムとしては、1996年発売の『She Best of Best』以来となる。他に1998年11月18日発売のバラード・セレクション・アルバム『Best of Ballade カレント』、2000年3月15日発売非公認シングル・コレクション・アルバム『ミレニアム・ベスト』などが発売されている。
20周年記念商品として、他にライブDVD集『Shizuka Kudo THE LIVE DVD COMPLETE BOX』（2007年9月19日）、シングルB面コレクション『20th Anniversary B-side collection』（2008年3月5日）がある。

## 収録曲

### Disc-1 （1987年〜1993年）
全作曲・編曲：後藤次利（特記以外）
1. 禁断のテレパシー
  - 作詞：秋元康
2. Again
  - 作詞：秋元康
3. 抱いてくれたらいいのに
  - 作詞：松井五郎
4. FU-JI-TSU
  - 作詞：中島みゆき
5. MUGO・ん…色っぽい
  - 作詞：中島みゆき
6. 恋一夜
  - 作詞：松井五郎
7. 嵐の素顔
  - 作詞：三浦徳子
8. 黄砂に吹かれて
  - 作詞：中島みゆき
9. くちびるから媚薬
  - 作詞：松井五郎／編曲：Draw4
10. 千流の雫
  - 作詞：愛絵理／編曲：Draw4
11. 私について
  - 作詞：中島みゆき／編曲：Draw4
12. ぼやぼやできない
  - 作詞：松井五郎
13. メタモルフォーゼ
  - 作詞：松井五郎
14. めちゃくちゃに泣いてしまいたい
  - 作詞：松井五郎／ブラスアレンジ：門倉聡
15. 声を聴かせて
  - 作詞：松井五郎／ブラスアレンジ：門倉聡
16. 慟哭
  - 作詞：中島みゆき／編曲：後藤次利・高尾直樹
17. あなたしかいないでしょ
  - 作詞：松井五郎／編曲：後藤次利・門倉聡・高尾直樹

### Disc-2 （1994年〜2007年）
全作詞：愛絵理（特記以外）
1. Blue Rose
  - 作曲：都志見隆／編曲：澤近泰輔
2. Jaguar Line
  - 作曲：尾関昌也／編曲：羽田一郎
3. Ice Rain
  - 作曲：都志見隆、編曲：門倉聡
4. 優
  - 作曲・編曲：中崎英也
5. 激情
  - 作詞・作曲：中島みゆき／編曲：瀬尾一三
6. Blue Velvet
  - 作曲・編曲：はたけ
7. 雪・月・花
  - 作詞・作曲：中島みゆき／編曲：瀬尾一三
8. きらら
  - 作詞・作曲：ЯK／編曲：澤近泰輔
9. Lotus〜生まれし花〜
  - 作詞：山口寛雄・愛絵理／作曲：山口寛雄／編曲：中野定博
10. 心のチカラ
  - 作詞：前田たかひろ／作曲・編曲：h-wonder
11. Clāvis -鍵-
  - 作詞・作曲：中島みゆき／編曲：瀬尾一三
12. 雨夜の月に
  - 作曲：山口寛雄／編曲：久保田邦夫
13. 曼珠沙華
  - 作詞：阿木燿子／作曲：宇崎竜童／編曲：田辺恵二
14. 恋一夜 (2007 classical version)
  - 作詞：松井五郎／作曲：後藤次利／編曲：佐藤準
15. めちゃくちゃに泣いてしまいたい (2007 jazz version)
  - 作詞：松井五郎／作曲：後藤次利／編曲：塩田哲嗣

## 関連作品
- シングル・コレクション・ベスト盤
  - gradation
  - HARVEST
  - unlimited
  - intimate
  - Super Best
  - She Best of Best
  - ミレニアム・ベスト
  - MYこれ!クション 工藤静香BEST
  - 20th Anniversary B-side collection
- 新曲・新録音を含んだベスト盤
  - gradation
  - HARVEST
  - unlimited
  - intimate
  - Best of Ballade "Empathy"
  - Super Best
  - She Best of Best
  - Best of Ballade カレント